# Taeniophyllum confusum
Taeniophyllum confusum là một loài thực vật có hoa trong họ Lan. Loài này được Kores & L.Jonss. miêu tả khoa học đầu tiên năm 1989.